# Prosper de Fleury
Pour les articles homonymes, voir Fleury.
Le marquis Prosper de Fleury est un homme politique et haut fonctionnaire français, né le 6 avril 1811 à Toulouse (Haute-Garonne) et mort le 27 novembre 1894 à Paris. Il a occupé successivement les fonctions de préfet de la Lozère, du Var, du Lot et des Vosges puis celle de maire de Crépy-en-Valois.

## Biographie

### Famille
Le marquis Paul François Élie Amans Prosper de Fleury de Blanchefort est le fils du marquis Paul-Luc-Melchior de Fleury de Blanchefort et de Anne Suzanne Claire Roze d'Astorg . Le titre « de Blanchefort » est hérité des Hautpoul Félines ,. La noblesse de la famille est confirmée par arrêt fait à Montpellier en 1751 à la demande de son bisaïeul Paul-François de Fleury seigneur de Caux,.
Il se marie le 1er avril 1845 avec la marquise Sophie Claire Hélène d'Hautpoul Félines dans le 3ème arrondissement de Paris .
Le couple donne naissance à cinq enfants, Marie-Alexandrine née en 1846, Marguerite-Claire née en 1847, Prospérie-Gabrielle dite Périe née en 1849, Oliver né en 1851 et Jeanne née en 1859 ,
Il écrit cinq ouvrages, entre 1849 et 1884 sous le nom « Prosper Fleury de Villecardet ».
Les armes de la famille de Fleury de Blanchefort dont un dessin est au musée d'Orsay sont : d'azur à la fasce d'or accompagnée en chef d'une hermine accostée de trois croissants d'argent mal ordonnés, et d'un château d'argent ajouré et maçonné de sable en pointe,.
Une de ses filles, Prospérie-Gabrielle de Fleury  se marie avec le peintre et sculpteur Albert Bartholomé.

### Enfance et formation
Il entre à l'école de Saint-Cyr en novembre 1827, il est sous-lieutenant de cavalerie en octobre 1829 et est envoyé à l'école de Saumur .
Il fait des éludes commerciales, auteur de petits ouvrages sur le domaine et sur la marine marchande il est nommé membre du comité consultatif des colonies lors de sa création .

### Carrière
En 1849, de Fleury prône une union panlatiniste des Français, des Espagnols, des Italiens, des Portugais et des Belges contre le panslavisme.
Il est conseiller municipal puis, succédant au maire décédé,  maire de Crépy-en-Valois de novembre 1854 à 1856. Il demeure au prieuré Sainte-Appolline . 
Le gouvernement le nomme préfet de la Lozère en mars 1856. Il continue les efforts de drainage du sol par son prédécesseur et il stimule le reboisement du département. Il donne priorité à la question des tracés de chemins de fer à construire.
Ensuite, il est préfet du Var en juin 1860, du Lot en juin 1862, des Vosges en mars 1864.
Aux Vosges aussi, il fait un plaidoyer pour les chemins de fer départementeaux. 
Le marquis de Fleury se réfugie en Suisse avec sa famille après la chute du Second Empire, il rencontre alors Albert Bartholomé .
Il est de nouveau maire de Crépy-en-Valois de 1881 à 1884, il publie pendant son mandat une étude historique sur la collégiale Saint-Thomas-de-Cantorbéry. Il reste encore conseiller municipal pendant 3 ans jusqu’à ses 75 ans .
Il est membre de la Société de l'histoire de Paris et de l'Île-de-France à partir de 1885.

### Mort
Prosper de Fleury est mort le 27 novembre 1894 dans le 16e arrondissement de Paris à l’âge de 83 ans .
Le corps du marquis de Fleury est inhumé en la division 28 du cimetière du Père Lachaise.

## Distinctions, récompenses et hommages

### Décorations
Prosper de Fleury est titulaire de la légion d'honneur:
- Chevalier de la Légion d'honneur le 17 avril 1858,
- Officier de la Légion d'honneur le 10 août 1865,
- Commandeur de la Légion d'honneur le 6 août 1868.
- Commandeur de l'ordre de Saint-Grégoire-le-Grand (1858).
- Commandeur de l'ordre des Saints-Maurice-et-Lazare(1864).

### Hommages
Une impasse porte depuis octobre 2011 son nom à Crépy-en-Valois.

## Publications
- Fleury de Villecardet, Prosper, Aux électeurs du département de l'Oise. Avant le scrutin, Beauvais, 1849 (réimpr. 2013), 32 p. (lire en ligne)
- Fleury de Villecardet, Prosper, France et panslavisme, Senlis, impr. de Régnier, 1849 (réimpr. 2013), 16 p. (ISBN 978-2-01-174093-9, lire en ligne)
- Fleury de Villecardet, Prosper, Europe et Russie, coup d'oeil sur le côté maritime de la question d'Orient, Paris, Schiller aîné, 1854 (réimpr. 2016), 57 p. (lire en ligne)
- Fleury de Villecardet, Prosper, Rapport sur les produits présumés d'un chemin de fer de Senlis à Soissons par Crépy et Villers-Cotterets, évalués au minimum de 5 centimes, Beauvais, impr. de C. Moisand, 1854, 28 p. (BNF 30443001)
- Fleury de Villecardet, Prosper, Discours prononcé sur la tombe de M. le Mis d'Hautpoul, par M. le Mis de Fleury, Paris, impr. de Moquet, 1856, 12 p. (BNF 30442998, ASIN B001C9L8MW)
- Fleury de Villecardet, Prosper, Chemins de fer départementaux. Discours de M. le Mis de Fleury,... dans la séance du 11 décembre 1864, à l'hôtel de ville d'Épinal. Formation d'un comité central, Épinal, impr. de L. Fricotel, 20 décembre 1864, 30 p. (BNF 30442996)
- Fleury de Villecardet, Prosper, La Collégiale de Saint-Thomas-le-Martyr-les-Crespy : coup d'oeil sur l'histoire du Valois, et principalement de Crépy, sa capitale, pendant le règne des Valois, Senlis, Impr. de E. Payen, 1884 (réimpr. 2012, 2017), 445 p. (ISBN 978-2-01-918111-6, lire en ligne)
- Fleury de Villecardet, Prosper, Histoire de Crépy-en-Valois. Sa collégiale, et coup d'oeil sur l'histoire du Valois, Paris (réimpr. 1979, 1993, 2004), 332 p. (ISBN 978-2-7428-0018-6 et 2-7428-0018-2, ASIN 2742800182, présentation en ligne)
- Fleury de Villecardet, Prosper, Voyage de Regnauld Des Fontaines, gouverneur et bailly du Valois, à Crépy-en-Valois, en avril et mai 1432, Nogent-le-Rotrou, impr. de Daupeley-Gouverneur, mars-avril 1888, 8 p. (BNF 30443002)

### Archives
- « Fleury (de) Paul-François-Élie-Amans-Prosper (1864-1869) ». Fonds : Personnel de la préfecture des Vosges (an VIII-1940); Sous-fonds : Dossiers individuels; Cote : 2 M 21. Épinal : Archives départementales des Vosges (présentation en ligne).
- « Fleury (de) Paul-François-Élie-Amans-Prosper ». Fonds : Dossiers individuels de préfets (1800-1880); Cote : F/1bI/160/8. Pierrefitte-sur-Seine : Archives nationales (France) (présentation en ligne).
- « Fleury (de) Paul-François-Élie-Amans-Prosper ». Fonds : Dossier de Légion d'honneur; Cote : LH/984/28. Pierrefitte-sur-Seine : Archives nationales (France) (lire en ligne).
- « Documents héritiers du marquis Prosper de Fleury [...] Famille Marquis et Marquise d’Hautpoul ; Famille Marquis et Marquise de Fleury ; héritiers successifs du Marquis Prosper de Fleury ; Prospérie Bartholomé, née de Fleury : lettres, médaillon en plâtre ; portraits familiaux réalisés à Paris ». Fonds : Albert Bartholomé. Crépy-en-Valois : Archives Municipales de Crépy-en-Valois (présentation en ligne).
- Cour des comptes, aides et finances de Montpellier, « Arrêt confirmant la noblesse de Paul-François de Fleury seigneur de Caux » (24 novembre 1751). Fonds : Juridictions de l'Ancien Régime; Série : B; Sous-série : Cour des comptes, aides et finances de Montpellier; Cote : 1 B 336. Montpellier : Archives départementales de l'Hérault (présentation en ligne, lire en ligne).